# آندریا تسا

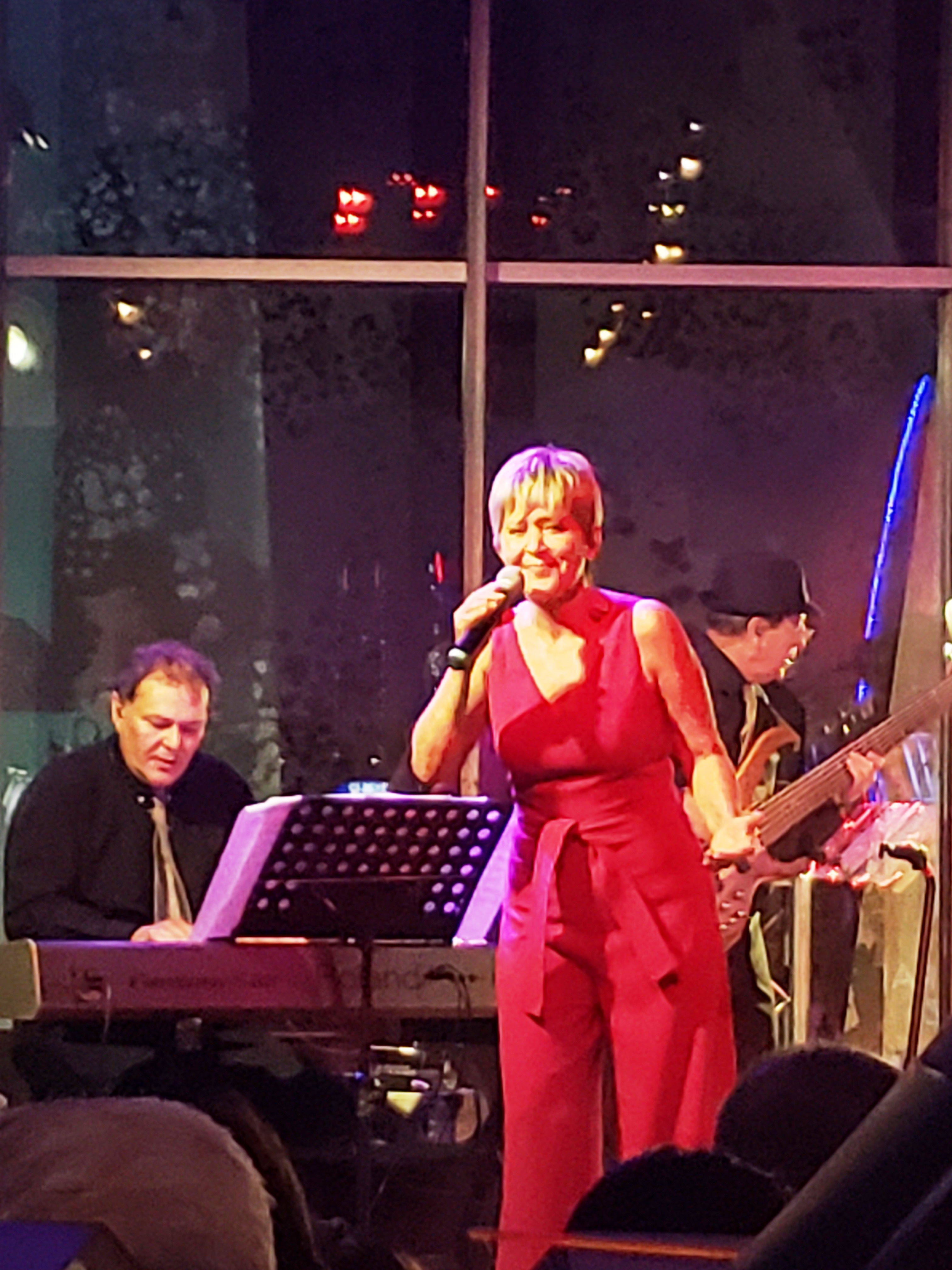

آندریا ماریسا ویکتوریا تسا ورگارا (سانتیاگو، ۱ ژانویه ۱۹۶۱) یک خواننده و مجری تلویزیونی شیلیایی است. او در ۱۸ سالگی در جشنواره بین‌المللی آواز Viña del Mar اولین بار به‌صورت رسمی یک فعالیت حرفه ای داشت. او در سال ۱۹۹۲ مجری برنامه Luz verde بود که تنها یک فصل داشت.
اولین کار ضبط شده او Páginas در سال ۱۹۹۶ با قطعه پاپ و تهیه کنندگی خوان کارلوس دوک بود. آلبوم دوم، چمدان مخفی، شش سال بعد در سال ۲۰۰۲ معرفی شد. در سطح بین‌المللی، آندریا تسا در صحنه‌هایی مانند فستیوال سن رمو، در ایتالیا، و در گالا در موناکو با میزبانی شاهزاده آلبرت اجرا کرده‌است.